# دهار
کوه دهار (ول) در دامنه رشته کوه زاگرس در استان یزد، شهرستان خاتم، دهستان ایثار، روستای چنارناز می‌باشد ارتفاع آن از سطح آب‌های آزاد ۳۲۰۰ متر می‌باشد که بالاترین نقطه آن از روستای چنارناز ۱۰۰۰ متر می‌باشد.
دامنه این کوه هر ساله در اوایل بهار از زیبایی خاصی برخوردار است و مردم برای تفریح در روز ۱۳ فروردین به این مکان زیبا می‌آیند و در دامنه این کوه و اطراف ان گیاهان دارویی زیادی از جمله انغوزه (انگزه)، جاشیر رشد می‌کند.